# Пајн Риџ (Јужна Дакота)
Пајн Риџ (енгл. Pine Ridge) насељено је место без административног статуса у америчкој савезној држави Јужна Дакота.

## Демографија
По попису из 2010. године број становника је 3.308, што је 137 (4,3%) становника више него 2000. године.
| Група             | 2000.      | 2010.     |
| Белци             | 118 (3,7%) | 40 (1,2%) |
| Афроамериканци    | 3 (0,1%)   | 0 (0,0%)  |
| Азијати           | 1 (0,0%)   | 4 (0,1%)  |
| Хиспаноамериканци | 57 (1,8%)  | 73 (2,2%) |
| Укупно            | 3.171      | 3.308     |